# Łukomin
Łukomin is een plaats in het Poolse district  Sulęciński, woiwodschap Lubusz. De plaats maakt deel uit van de gemeente Krzeszyce en telt 80 inwoners.